# Tony Wilson

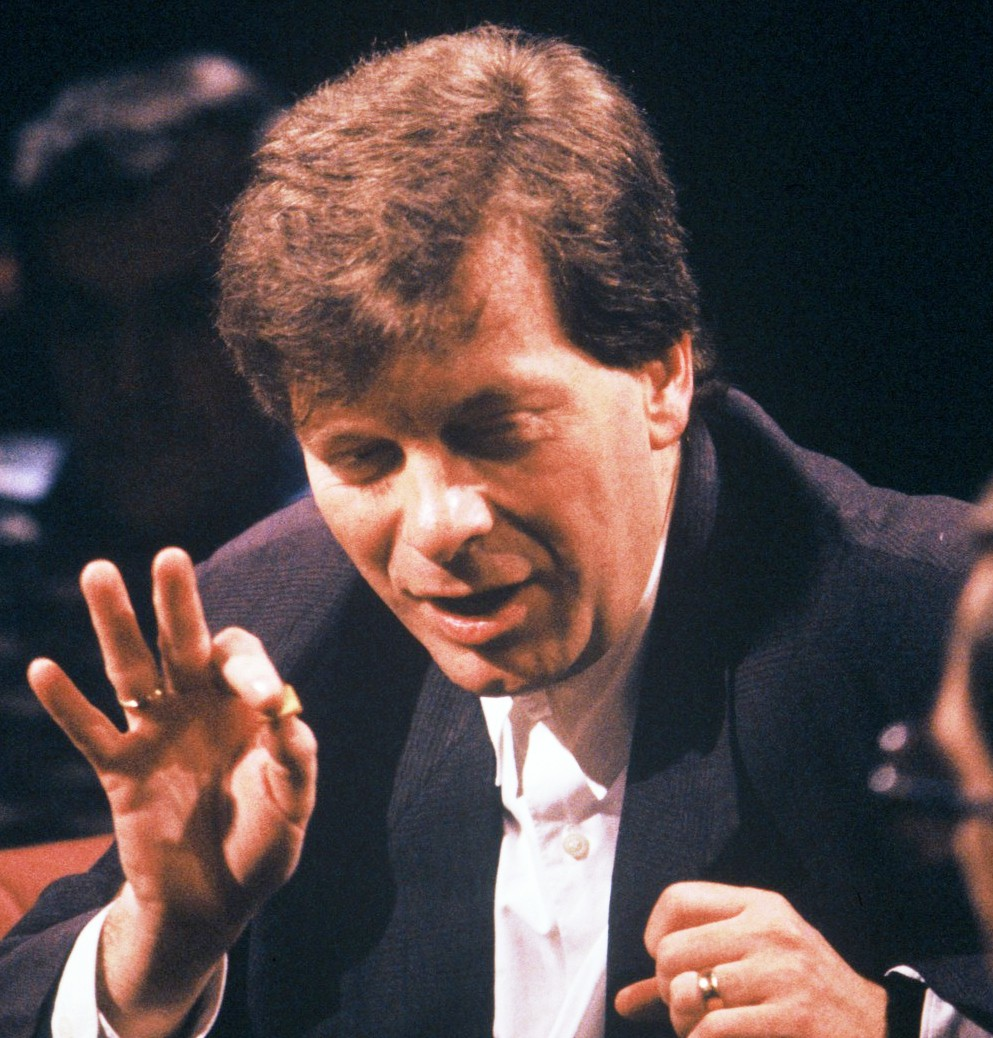
Tony Wilson

Tony Wilson, właściwie Anthony Howard Wilson, znany jako Mr. Manchester (ur. 20 lutego 1950 w Salford, zm. 10 sierpnia 2007 w Manchesterze) – brytyjski dziennikarz, impresario muzyczny i prezenter radiowy oraz gospodarz telewizyjnych show.
Absolwent Uniwersytetu w Cambridge, gdzie studiował literaturę angielską i dziennikarstwo. Prowadził wytwórnię muzyczną Factory Records oraz był właścicielem klubu Hacienda. Wilson do historii przeszedł jako odkrywca i promotor brytyjskich zespołów muzycznych (m.in.: Joy Division, Oasis, New Order, Happy Mondays, The Stone Roses i The Smiths).
Wkład Wilsona w rozwój brytyjskiej muzyki rozrywkowej lat 80. i 90. XX wieku przedstawił w filmie 24 Hour Party People reżyser Michael Winterbottom.
Tony Wilson zmarł w Manchesterze 10 sierpnia 2007. Przyczyną zgonu był atak serca spowodowany komplikacjami związanymi z rakiem nerek.